# Bistražin
Bishtrazhin en albanais et Bistražin en serbe latin (en serbe cyrillique : Бистражин) est une localité du Kosovo située dans la commune/municipalité de Gjakovë/Đakovica, district de Gjakovë/Đakovica (Kosovo) ou de Pejë/Peć (Serbie). Selon le recensement kosovar de 2011, elle compte 429 habitants, tous albanais.

## Histoire
Sur le territoire du village se trouve le pont des tailleurs, construit à la fin du XVe siècle ; considéré comme un exemple caractéristique des ponts ottomans, il est inscrit sur la liste des monuments culturels d'importance exceptionnelle de la république de Serbie et sur celle des monuments culturels du Kosovo.

## Démographie

### Évolution historique de la population dans la localité
| 1948 | 1953 | 1961 | 1971 | 1981 | 1991 | 2011 |
| ---- | ---- | ---- | ---- | ---- | ---- | ---- |
| 327  | 356  | 402  | 503  | 627  | 681  | 429  |

|  |